# Olbrzym (gwiazda)

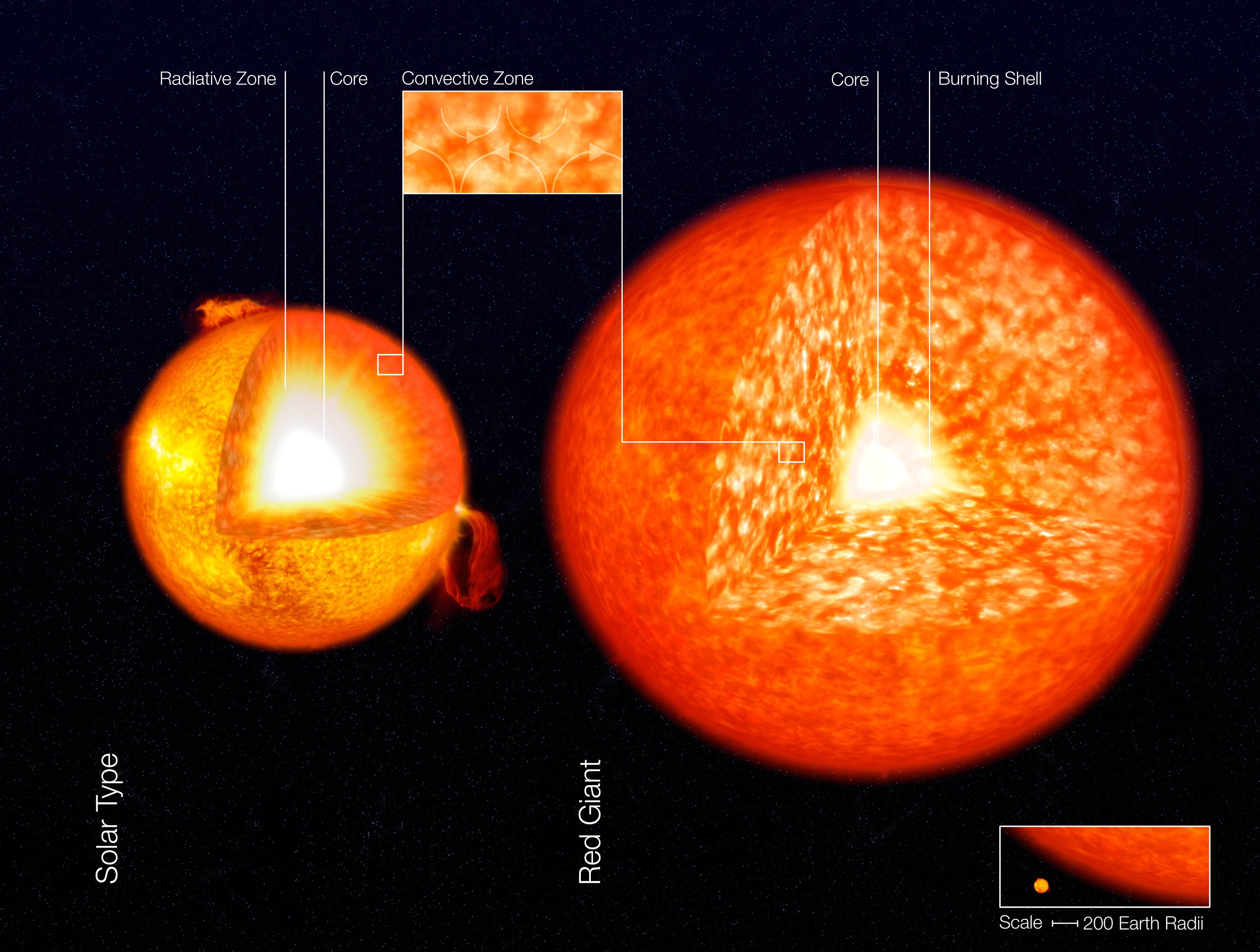
Budowa wewnętrzna gwiazd typu Słońca i czerwonych olbrzymów (właściwą skalę rozmiarów ukazuje wstawka w prawym dolnym rogu).

Olbrzym – krótkotrwałe stadium ewolucji gwiazdy mającej średnią masę. Moc promieniowania takiego olbrzyma jest kilkaset razy większa od mocy promieniowania Słońca (nasza gwiazda za około 5 mld lat stanie się olbrzymem i jego średnica wzrośnie ponad stukrotnie, a moc promieniowania tysiąckrotnie).
Fotosfera olbrzyma jest stosunkowo zimna. Olbrzymy zazwyczaj są barwy czerwonej. Na diagramie Hertzsprunga-Russella olbrzymy znajdują się ponad ciągiem głównym.